# Rudabanyaïta
La rudabanyaïta és un mineral de la classe dels arsenats. Rep el nom de la localitat de Rudabánya, a Hongria, la seva localitat tipus.

## Característiques
La rudabanyaïta és un arsenat de fórmula química (Ag₂Hg₂)(AsO₄)Cl. Va ser aprovada com a espècie vàlida per l'Associació Mineralògica Internacional l'any 2016. Cristal·litza en el sistema isomètric.
L'exemplar que va servir per a determinar l'espècie, el que es coneix com a material tipus, es troba conservat a les col·leccions mineralògiques del Museu Herman Ottó de la ciutat de Miskolc, a Hongria, amb el número de catàleg: 2016.351.

## Formació i jaciments
Va ser descoberta a la mina Adolf, situada a la localitat de Rudabánya, a la província de Borsod-Abaúj-Zemplén (Hongria). Es tracta de l'únic indret de tot el planeta on ha estat descrita aquesta espècie mineral.